# Branislav Mezei
Branislav Mezei (ur. 8 października 1980 w Nitrze) – słowacki hokeista, reprezentant Słowacji.

## Kariera
- HK Nitra U20 (1995-1997)
- Belleville Bulls (1997-2000)
- Lowell Lock Monsters (2000)
- New York Islanders (2000-2002)
  -  Bridgeport Sound Tigers (2001-2002)
- Florida Panthers (2002-2004, 2005-2008)
  -  San Antonio Rampage (2002)
  -  HC Oceláři Trzyniec (2004-2005)
  -  HC Dukla Trenczyn (2005)
- Barys Astana (2008-2009)
- HC Pilzno 1929 (2009)
- Blues (2009-2010)
- HC Pardubice (2010-2011)
- HC Lev Poprad (2011-2012)
- Awtomobilist Jekaterynburg (2012-2013)
- Witiaź Podolsk (2013-2014)
- KHL Medveščak Zagrzeb (2014)
- HK Nitra (2014-)

Wychowanek klubu HK Nitra. Od maja 2013 zawodnik Witiazia Podolsk związany rocznym kontraktem. Od sierpnia do połowy października 2014 zawodnik KHL Medveščak Zagrzeb. Od końca października 2014 ponownie zawodnik macierzystego klubu z Nitry i po raz pierwszy seniorskiego zespołu.
Reprezentant juniorskiej reprezentacji kraju Słowacja U-20 (grał na mistrzostwach świata juniorów do lat 20 w 1999 i 2000). Z seniorską reprezentacją uczestniczył w turniejach mistrzostw świata w 2001, 2004, 2008, 2013 oraz Pucharu Świata 2004.

## Sukcesy
Reprezentacyjne
- Brązowy medal mistrzostw świata juniorów do lat 20: 1999

Klubowe
- Bobby Orr Trophy: 1999 z Belleville Bulls
- Mistrzostwo OHL - J. Ross Robertson Cup: 1999 z Belleville Bulls
- Brązowy medal mistrzostw Czech: 2011 z HC Pardubice
- Brązowy medal mistrzostw Słowacji: 2015 z HK Nitra
- Złoty medal mistrzostw Słowacji: 2016 z HK Nitra
- Srebrny medal mistrzostw Słowacji: 2017 z HK Nitra

Indywidualne
- CHL 1998/1999:
  - CHL Top Prospects Game: 1999
- OHL / CHL 1999/2000:
  - Pierwszy skład gwiazd OHL
  - Trzeci skład gwiazd CHL
- Liga kazachska 2008/2009:
  - Najlepszy obrońca[5]